# Durango (bang)
Durango (phát âm tiếng Tây Ban Nha: [duˈɾaŋɡo]) là một trong 31 bang, cùng với Quận liên bang, là 32 thực thể Liên bang của México. Bang này nằm ở tây bắc Mexico. Với dân số 1.632.934, Durango có mật độ dân số thấp thứ hai ở Mexico, chỉ sau Baja California Sur. Thành phố Victoria de Durango là thủ phủ của bang.

## Liên kết
- (tiếng Tây Ban Nha) Durango State Government Lưu trữ ngày 12 tháng 8 năm 2012 tại Wayback Machine
- Film Commission Durango Lưu trữ ngày 16 tháng 8 năm 2009 tại Wayback Machine
- (tiếng Tây Ban Nha) Durango thousands of pictures of local rural communities Lưu trữ ngày 5 tháng 3 năm 2012 tại Wayback Machine
- John P. Schmal, "The history of indigenous Durango" Lưu trữ ngày 13 tháng 2 năm 2012 tại Wayback Machine detailing the series of revolts
- (tiếng Tây Ban Nha) Territorial Division (legal text) Lưu trữ ngày 11 tháng 9 năm 2008 tại Wayback Machine